# Alexander Samsonov
Aleksandr Vassilievich Samsonov (em russo:   Александр Васильевич Самсонов; 02 de novembro de 1859 - 29 de agosto de 1914) foi um oficial de carreira de cavalaria do Exército Imperial Russo e general durante a Guerra Russo-Japonesa e a Primeira Guerra Mundial. Suicidou-se após a desastrosa Batalha de Tannenberg, onde seu Exército foi praticamente aniquilado pelas Forças Alemãs na Frente Oriental.

## Biografia
Samsonov nasceu em Governorate de Kherson do Império Russo, que agora é parte da Ucrânia. Após a graduação no corpo de cadete de Vladimir de Kiev e na escola de cavalaria de elite Nikolaev, integrou o Exército Imperial Russo aos 18 anos.
Samsonov lutou na Guerra Russo-Turca, 1877-78. Depois dessa guerra, frequentou a Academia Militar Nikolaevsky em São Petersburgo. Em 4 de novembro de 1888, foi nomeado assessor sênior da equipe da 20ª Divisão de Infantaria. De 10 de julho de 1885 a 4 de fevereiro de 1889, serviu na Divisão de Granadeiro de Cáucaso. De 11 de março de 1890 até 26 de julho de 1896, trabalhou em várias atribuições no Distrito Militar de Varsóvia. Posteriormente, tornou-se comandante da Escola de Cavalaria Elisavetgrad. Durante a o Levante dos Boxers (1900), Samsonov comandou uma unidade de cavalaria. Durante a Guerra russo-japonesa (1904-1905), Samsonov comandou uma brigada da cavalaria da divisão cossaca siberiana de Ussuri. Foi promovido a comandar todas as forças russas da cavalaria no primeiro corpo do exército da Sibéria após a derrota russa na Batalha de Te-li-Ssu. Suas forças posteriormente protegeram os flancos russos na Batalha de Liaoyang.
Através destes conflitos, Samsonov ganhou reputação como um líder enérgico e engenhoso, mas alguns observadores criticaram suas habilidades estratégicas. Após a batalha de Mukden em 1905, acusou o general Paul von Rennenkampf de não o ajudar durante a luta. A disputa que se seguiu os tornou inimigos para o resto da vida.
Em 1906, Samsonov se tornou Chefe de Estado do Distrito Militar de Varsóvia. Em 1909, foi Governador-Geral do Turquestão russo e comandante do Distrito Militar do Turquestão. Ele também era comandante dos cossacos de Semirechie.

## Primeira guerra mundial

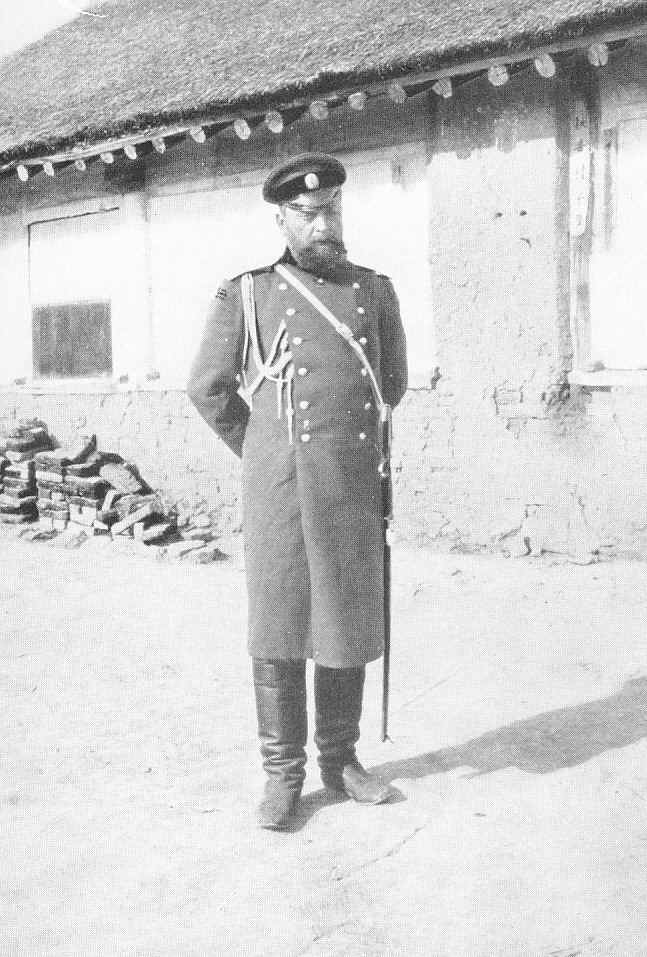
Alexander Samsonov em 1914

No início da Primeira Guerra Mundial, Samsonov recebeu o comando do Segundo Exército para a invasão da Prússia Oriental. Samsonov avançou lentamente para o canto sudoeste da Prússia Oriental, com a intenção de se unir às forças do General Rennenkampf, que começaram a avançar a partir da seção nordeste. No entanto, a falta de comunicação entre os dois impediu a coordenação.
O general Paul von Hindenburg e o general Erich Ludendorff, que chegaram à Frente Oriental para substituir o general Maximilian von Prittwitz, comprometeram as forças de Samsonov. As forças do Império Alemão e do Império Russo entraram em batalha em 22 de agosto, e durante seis dias, os russos (numericamente superiores) tiveram algum sucesso. No entanto, em 29 de agosto, os alemães, que estavam interceptando comunicações sem fio russas, cercaram o Segundo Exército de Samsonov na floresta entre Allenstein e Willenberg. A derrota que se seguiu logo foi apelidada de "a (Segunda) Batalha de Tannenberg".
O general Samsonov tentou recuar, mas seu exército preso no cerco permitiu que o Oitavo Exército alemão matasse ou capturasse a maioria das suas tropas. Somente 10.000 dos 150.000 soldados russos conseguiram escapar do cerco. Chocado pelo resultado desastroso da batalha e incapaz de enfrentar o relato do desastre, pelo qual sabia que seria responsabilizado pelo czar Nicolau II, Samsonov suicidou-se em 30 de agosto de 1914 perto de Willenberg. Seu corpo foi encontrado por um grupo de busca alemão, com uma ferida de bala na cabeça e um revólver na mão. Em 1916, o seu corpo foi entregue pelos alemães à sua esposa, por intercessão da Cruz Vermelha Internacional.